# Chrysichthys
Chrysichthys ist eine Gattung afrikanischer Welse aus der Familie Claroteidae. Die Fische kommen in West- und Zentralafrika, im Nil, im Kongobecken, Tanganjikasee und in Mosambik vor.

## Merkmale
Chrysichthys-Arten werden 8 cm bis 1,5 m lang. Sie besitzen vier Bartelpaare. Der Kopf ist vier bis sechsmal länger als hoch. Die Augen sind groß und befinden sich an den Kopfseiten.
Ihre in den meisten Fällen relativ hohe Rückenflosse wird von sechs, seltener fünf oder sieben Weichstrahlen gestützt, denen ein sehr kurzer Flossenstachel, gefolgt von einem starken, gut entwickelter Flossenstachel vorsteht. Der zweite, große Flossenstachel ist am hinteren Rand leicht gesägt. Die Fettflosse ist klein bis mittelgroß und niemals verknöchert, ihre Basis ist kürzer als die Kopflänge. Die Brustflossen verfügen über einen gesägten Flossenstachel und acht bis elf verzweigte Flossenstrahlen. Bei den in der Körpermitte sitzenden Bauchflossen sind es ein Flossenstachel und fünf Flossenstrahlen. Die mittelgroße Afterflosse hat drei bis vier Hartstrahlen und 6 bis 12 Weichstrahlen. Die Schwanzflosse ist tief gegabelt.

## Dimorphismus
Bei den Chrysichthys-Arten besteht ein auffallender Dimorphismus zwischen geschlechtsreifen und noch nicht geschlechtsreifen Männchen. Bei geschlechtsreifen Männchen wird der Kopf breiter und die Haut und die sie beschützende Schleimschicht dicker. Die Flossenstacheln von Brust- und Rückenflosse werden stärker und weniger nadelartig. Die Nasalbarteln werden in vielen Fällen länger und die Bezahnung des Gaumenbeins entwickelt sich stärker. Dieser Dimorphismus tritt besonders stark bei den Untergattungen Chrysichthys und Melanodactylus auf, wo auch die Kieferbezahnung kräftiger wird.
Der Dimorphismus ist so stark ausgeprägt, dass geschlechtsreife Männchen als eigenständige Arten beschrieben wurden, z. B. die von C. nigrodigitatus als C. furcatus oder Männchen von C. auratus als C. persimilis und C. rueppelli.

## Arten
- - Chrysichthys acsiorum Hardman, 2008
  - Chrysichthys ansorgii Boulenger, 1910
  - Chrysichthys bocagii Boulenger, 1910
  - Chrysichthys brachynema Boulenger, 1900
  - Kambawels (Chrysichthys cranchii (Leach, 1818))
  - Chrysichthys delhezi Boulenger, 1899
  - Chrysichthys duttoni Boulenger, 1905
  - Chrysichthys habereri Steindachner, 1912
  - Chrysichthys helicophagus Roberts & Stewart, 1976
  - Chrysichthys laticeps Pellegrin, 1932
  - Chrysichthys levequei Risch, 1988
  - Chrysichthys longibarbis (Boulenger, 1899)
  - Chrysichthys longipinnis (Boulenger, 1899)
  - Chrysichthys mabusi Boulenger, 1905
  - Chrysichthys macropterus Boulenger, 1920
  - Chrysichthys maurus (Valenciennes, 1840)
  - Chrysichthys okae Fowler, 1949
  - Chrysichthys ornatus Boulenger, 1902
  - Chrysichthys polli Risch, 1987
  - Chrysichthys punctatus Boulenger, 1899
  - Chrysichthys sharpii Boulenger, 1901
  - Chrysichthys teugelsi Risch, 1987
  - Chrysichthys thonneri Steindachner, 1912
  - Chrysichthys turkana Hardman, 2008
  - Chrysichthys uniformis Pellegrin, 1922
  - Chrysichthys wagenaari Boulenger, 1899
  - Chrysichthys walkeri Günther, 1899
- Untergattung Chrysichthys Bleeker, 1858
  - Chrysichthys auratus (Geoffroy Saint-Hilaire, 1809)
- Untergattung Chrysobagrus Boulenger, 1899; südöstliches Nigeria, Gabun, Kongobecken, Mosambik.
  - Chrysichthys brevibarbis (Boulenger, 1899)
  - Chrysichthys longidorsalis Risch & Thys van den Audenaerde, 1981
  - Chrysichthys nyongensis Risch & Thys van den Audenaerde, 1985
- Untergattung Melanodactylus Bleeker, 1858; Westafrika und westliches Zentralafrika.
  - Chrysichthys dageti Risch, 1992
  - Chrysichthys johnelsi Daget, 1959
  - Chrysichthys nigrodigitatus (Lacépède, 1803)
  - Chrysichthys ogooensis (Pellegrin, 1900)
- Untergattung Rheoglanis Poll, 1966; Westafrika und westliches Zentralafrika.
  - Chrysichthys aluuensis Risch, 1985
  - Chrysichthys dendrophorus (Poll, 1966)
  - Chrysichthys hildae Bell-Cross, 1973
  - Chrysichthys thysi Risch, 1985